# Четвърти вселенски събор
Четвъртият вселенски събор или Халкидонският събор се състои в малоазийския град Халкидон в периода от 8 октомври до 1 ноември 451 г. Свикан е от император Маркиан (450 – 457 г.). На него са осъдени монофизитството и несторианството.

## Предистория
Императорът издава декрет – от името и на западния император Валентиниан III (имп. 425 – 455 г.), заповядващ на всички епископи и на техните помощник-епископи, да се съберат в Никея. Макар да не одобрява това, тъй като по това време цяла Западна Европа била под голямо вълнение заради нападението на хуните, водени от Атила, и повечето западни епископи нямало как да присъстват на събор, проведен на Изток, папа Лъв се съгласява да изпрати свои представители. По-късно император Маркиан премества събора в Халкидон.
Повод за свикването на събора е проведеният през 449 г. събор в Ефес наречен „разбойнически“, защото оправдава монофизитството.

## Решения
Съборът взима 30 решения, осъжда монофизитството и определя догматично, че човешката и божествената страна на Иисус Христос са неразделно свързани. Освен канонични правила, Халкидонският събор подчинява монасите на местния епископ (4-то правило), заповядва се църковното имущество да се управлява от екином. По време на този събор, първият събор в Константинопол е признат за Втори Вселенски събор, като са приети само първите четири канона от този събор.
Съборът има общо 16 сесии, състояли се между 8 октомври и 1 ноември. На този събор, по време на 15-ата и 16-ата сесия, проведени на 31 октомври и 1 ноември, е приет 28 канон, според който катедрата на константинополския епископ става равнопоставена на катедрата на римския епископ, като на папата е гарантирано само почетно първенство. Това решение утвърждава църковнополитическия възход на катедрата на Новия Рим.
Папските легати протестират срещу 28 канон, тъй като папа Лъв I (440 – 461 г.) не им е делегирал правото да одобрят подобна стъпка, и тъй като това нарушава прерогативите на патриаршиите на Александрия, Антиохия и Йерусалим, които остават с по-малка власт и влияние от новия патриархат на Константинопол, което противоречи на каноните на Първия вселенски събор, състоял се в Никея през 325 г. След приключване на заседанията, съборът пише писмо до папа Лъв, в което го уведомява за случилото се на събора; благодари за изложението на вярата, съдържащо се в писмото на папата до събора; и го моли за ратификация на 28 канон на събора. Подобни писма до папа Лъв пишат и император Маркиан, както и константинополският патриарх свети Анатолий.
В отговор папа Лъв протестира много активно, анулира 28 канон и го обявява за недействителен, като противоречащ на каноните на Първия вселенски събор. Папа Лъв пише още няколко подобни писма до император Маркиан, до императрица Пулхерия, и до патриарх Анатолий. Папа Лъв ратифицира всички декрети на събора, които се отнасят до вярата. По този начин, първите шест заседания на събора са смятани за Вселенски, от където и самият събор бива причислен към Вселенските събори.
Император Маркиан от своя страна издава няколко едикта (на 7 февруари, 13 март и 28 юли 452 г.), с които потвърждава всички канони на събора в Халкидон и забранява по-нататъшното обсъждане на въпроси, отнасящи се до вярата. Въпреки многото противоречия, след Четвъртия Вселенски събор в Халкидон, вече започва да се говори за константинополския епископ като за патриарх.
Решенията на събора задълбочават антагонизма между Константинопол от една стана, и източните провинции Египет и Сирия от друга.